# Keanu
Keanu (även känd som Cat Boys) är en amerikansk actionkomedifilm från 2016, med Keegan-Michael Key och Jordan Peele i huvudrollerna. Filmen är regisserad av Peter Atencio, från ett manus skrivet av Peele själv, tillsammans med Alex Rubens. Andra skådespelare som medverkar i filmen är bland andra Tiffany Haddish, Method Man, Nia Long, Will Forte, och Keanu Reeves.
Inspelningen av filmen satte igång i New Orleans den 1 juni 2015. Keegan-Michael Key fick under inspelningarnas gång ta allergimedicin, eftersom han både var och är väldigt allergisk mot katter, som dessutom är filmens själva huvuddjur.

## Handling
Filmens handling kretsar kring de två kusinerna Rell Williams och Clarence Goobril, som försöker infiltrera ett stort gatugäng, så att de kan ta hem sin stulna kattunge Keanu. Detta ska dock komma att bli en enda stor vårdnadsstrid om lilla kattungen, vilket får Rell och Clarence att ta lagen i egna händer.

## Rollista (i urval)
| Keegan-Michael Key      | – Clarence "Shark Tank" Goobril / Smoke Dresden |
| Jordan Peele            | – Rell "Tech-Tonic" Williams / Oil Dresden      |
| Tiffany Haddish         | – Trina "Hi-C" Parker                           |
| Method Man              | – Cheddar                                       |
| Jason Mitchell          | – Bud                                           |
| Luis Guzmán             | – Bacon Diaz                                    |
| Nia Long                | – Hannah                                        |
| Will Forte              | – Hulka                                         |
| Darrell Britt-Gibson    | – Trunk                                         |
| Jamar Malachi Neighbors | – Stitches                                      |
| Rob Huebel              | – Spencer                                       |
| Keanu Reeves            | – Keanu (röst)                                  |
| Anna Faris              | – Sig själv (okrediterad)                       |